# Zespół dawnego folwarku w Pisarach
Zespół dawnego folwarku w Pisarach – znajdujący się w województwie małopolskim, w powiecie krakowskim, w gminie Zabierzów, w Pisarach. Obiekt został wpisany do rejestru zabytków nieruchomych województwa małopolskiego.
W skład dawnego folwarku pochodzącego z I poł. XIX w. wchodzi: spichlerz wybudowany pod koniec XVIII wieku, stodoła i łącząca je przewiązka, otoczenie z parkiem, sadem i stawami .
Murowany, późnoklasycystyczny piętrowy spichlerz nakryty czterospadowym dachem, posiada nieduże otwory okienne oraz bramę z kamiennym portalem. 
Zabudowania stoją na wzgórzu w otoczeniu parku z pomnikowymi drzewami.